# 南千住警察署
南千住警察署（みなみせんじゅけいさつしょ）は、警視庁が管轄する警察署の一つである。第六方面本部所属。小規模警察署であり、署長は警視。
荒川区の東部を管轄している。
署員数およそ160名、識別章所属表示はSF。

## 所在地
- 東京都荒川区南千住六丁目45番43号
  - 最寄駅：東京都交通局都電荒川線三ノ輪橋停留場、東京メトロ日比谷線三ノ輪駅

## 施設
- 代用監獄（留置場）

## 管轄区域
荒川区
- 南千住一・二・三・四・五・六・七・八丁目（全域）
- 東日暮里一丁目の一部（1から8・14・17番）（それ以外の東日暮里は荒川警察署の管轄）

## 沿革
- 1917年（大正6年）：千住警察署南千住分署開設。
- 1918年（大正7年）：南千住警察署に昇格。
- 1985年（昭和60年）11月28日：現庁舎完成

## 組織
- 警務課
- 交通課
- 警備課
- 地域課
- 刑事組織犯罪対策課
- 生活安全課

## 交番
- 南千住一丁目交番（荒川区南千住1丁目56番11号）
- 南千住三丁目交番（荒川区南千住3丁目2番10号）
- 天王前交番（荒川区南千住6丁目60番17号）
- 南千住八丁目交番（荒川区南千住8丁目4番6号）
- 南千住駅東口交番（荒川区南千住4丁目1番2号）

駐在所はない。

## 地域安全センター
- 南千住地域安全センター（荒川区南千住3丁目24番4号） - 2007年4月1日に南千住三丁目東交番から転換。

## 主な事件等
- 警察庁長官狙撃事件（1995年3月30日） - 南千住6丁目の長官自宅マンション付近で発生。